# Rolf Bönnen
Rolf Bönnen (* 1954 in Mönchengladbach) ist ein deutscher Schriftsteller und Drehbuchautor.

## Leben
Rolf Bönnen studierte Psychologie, Germanistik und Kunstgeschichte. Im Jahr 1982 promovierte er zum Dr. phil. und war danach kurze Zeit Universitätsdozent in Bamberg.
Nach journalistischer Tätigkeit, bei der Reportagen, Features und Dokumentationen unter anderem für den Bayerischen Rundfunk entstanden, war Bönnen mehrere Jahre Dramaturg und Regisseur an der Black-Box im Münchner Kulturzentrum Gasteig. Im Jahr 1992 leitete er die DrehbuchWerkstatt München und war von 1996 bis 1998 TV-Producer bei der Development Aventura-Film GmbH in München. In dieser Zeit entwickelte er Serienkonzepte und schrieb Drehbücher, unter anderem für die ZDF-Vorabendserien Die Stadtindianer und Der Nelkenkönig.
Heute schreibt Rolf Bönnen neben Krimis und historischen Romanen hauptsächlich Bücher für Kinder und Jugendliche. Für den Roman Der große Tanz erhielt er 2005 ein Stipendium des Landes Nordrhein-Westfalen.

## Werke (Auswahl)

### Drehbücher
- Mit dem Herzen einer Mutter, 1992
- Liebe am Abgrund, 1993
- Die Stadtindianer, Fernsehserie 1994
- Der Nelkenkönig, Fernsehserie 1994
- Ihre Exzellenz, die Botschafterin, Fernsehserie 1994

### Bücher
- Liebe und Sexualität. 1982
- Ohne Maske leben. 1989
- Flirten – aber wie? 1989
- Hänschen klein. 1990
- Geliebt werden – aber wie? 1991
- Das offizielle endgültige Handbuch für die Karriere. 1991
- Männer. 2002
- Ausgeknipst. 2005
- Der große Tanz. Emons, 2007; ISBN 978-3897055087
- Kleiner Weihnachtsmann Ole – am Nordpol ist es viel zu kalt … 2007
- Nachts im Block. 2007
- Weisser Schlaf. (Kriminalroman), Emons, [Köln] 2009; ISBN 978-3-89705-628-2